# Таннери, Поль
Поль Таннери́ (фр. Paul Tannery, 20 декабря 1843, Мант-ла-Жоли — 27 ноября 1904, Пантен) — французский математик и историк математики, автор более 250 научных работ. Основное занятие: администратор государственных табачных фабрик.
Родился в католической семье. По окончании лицея поступил в престижную парижскую Политехническую школу, блестяще сдав экзамены. Изучал там математику, естественные науки и классические языки. По окончании Политехнической школы работал на инженерных должностях в Лилле. Увлекался философией Огюста Конта, что впоследствии отразилось на его исторических трудах.
В 1867 году переехал в Париж; впоследствии многократно переезжал, сменив более десятка французских городов, но с 1890 года почти безвыездно проживал в Париже или в его окрестностях. Во время франко-прусской войны служил артиллерийским капитаном, затем занялся управлением табачным производством и одновременно всё свободное время уделял истории математики.
Первыми научными трудами Таннери стали классические комментированные издания трудов Диофанта (1893-1895) и Пьера Ферма (1891-1896), позднее издавал труды Декарта (совместно с Шарлем Аданом, 1897–1913) и Роджера Бэкона. Многочисленные работы Таннери по истории математики, философии и астрономии завоевали ему авторитет крупного историка науки. Признанием этого стало избрание его профессором философии в Коллеж де Франс (1892). Посмертное собрание трудов Таннери состояло из 17 томов (1912-1950).

## Труды
- La Géométrie grecque, Paris, Gauthier-Villars, 1887
- Pour l'histoire de la science hellène, Paris, Félix Alcan, 1887 (réimpr. Paris, Gauthier-Villars, 1930)
- Recherches sur l'histoire de l'astronomie ancienne, Paris, Gauthier-Villars, 1893
- Diophantus alexandrinus. Opera Omnia, 2 vols., Leipzig, B.G. Teubner, 1893-1895
- (в соавторстве с Ш. Анри), Œuvres de Fermat, 5 vols., Paris, Gauthier-Villars, 1891-1922.
- (в соавторстве с Ш. Аданом), Œuvres de Descartes, 12 vls. Paris, Léopold Cerf, 1897-1909 (2 добавочных тома в 1910 и 1913).
- Mémoires scientifiques (17 vols., Toulouse, Édouard Privat, Paris, Gauthier-Villars, 1912-1950) **Sciences exactes dans l'antiquité (vols. I à III),
  - Sciences exactes chez les byzantins (vol. IV),
  - Sciences exactes au Moyen Age (vol. V),
  - Sciences modernes (vol. VI),
  - Philosophie antique (vol. VII),
  - Philosophie moderne (vol. VIII),
  - Philologie (vol. IX),
  - Généralités historiques (vol. X),
  - Comptes rendus et analyses (vols. XI-XII),
  - Correspondance (vols. XIII à XVI),
  - Biographie, Bibliographie, compléments et tables, (vol. XVII).

### Труды в русском переводе
- Таннери П. Первые шаги древнегреческой науки. СПб., 1902.
- Таннери П. Основные сведения из истории математики. – Очерк помещён в книге его брата Жюля: Таннери Ж. Основные понятия математики. СПб, 1914.
- Таннери П. Исторический очерк развития естествознания в Европе (с 1300 по 1900 г.). М.: Либроком, 2011. Серия: Из наследия мировой философской мысли. Философия науки. ISBN 978-5-397-02090-9. 266 с.